# Taiwan-Wühlmaus
Die Taiwan-Wühlmaus (Microtus kikuchii) ist eine Nagetierart aus der Gattung der Feldmäuse (Microtus) innerhalb der Wühlmäuse (Arvicolinae). Sie kommt endemisch auf der Insel Taiwan vor.

## Merkmale
Die Taiwan-Wühlmaus erreicht eine Kopf-Rumpf-Länge von 9,5 bis 12,0 Zentimetern mit einem Schwanz von 6,8 bis 8,5 Zentimetern Länge. Die Hinterfußlänge beträgt 20 bis 25 Millimeter, die Ohrlänge 12 bis 15 Millimeter. Das Rückenfell ist kräftig rötlich braun, die Körperseiten sind etwas heller und gehen in das gräulich orangefarbene Bauchfell über. Der Schwanz ist für den einer Feldmaus vergleichsweise lang. er ist oberseits dunkelbraun und unterseits weiß gefärbt. Die Oberseiten der Hände und Füße sind hellbraun bis fast weiß. Das Genom besteht aus einem diploiden Chromosomensatz von 2n=30 (FN=52) Chromosomen.
Der Schädel hat eine Länge von 27,8 bis 30,5 Millimetern. Die Zahnkrone des oberen Molar M3 besteht aus einem Prisma gefolgt von drei jeweils gegeneinanderliegenden geschlossenen Dreiecken und einer hinteren Kante, die an der Zungenseite eine sehr tiefe Falte mit einer zusätzlichen Vertiefung besitzt. Der erste untere Molar m1 besteht aus einem Prisma und fünf gegeneinanderliegenden geschlossenen Dreiecken und einer anterioren Kappe mit Vertiefungen sowohl an der Zungen- wie auch der Lippenseite.

## Verbreitung
Die Taiwan-Wühlmaus kommt endemisch auf der Insel Taiwan vor.

## Lebensweise
Über die Lebensweise der Taiwan-Wühlmaus liegen nur sehr wenige Informationen vor. Sie lebt in Bergwäldern der Insel und wie andere Feldmäuse ernährt sie sich herbivor.

## Systematik
Die Taiwan-Wühlmaus wird als eigenständige Art innerhalb der Feldmäuse (Microtus) eingeordnet, die aus mehr als 60 Arten besteht. Die wissenschaftliche Erstbeschreibung stammt von dem japanischen Zoologen Kuroda Nagamichi, der die Art 1920 anhand von Individuen vom Yushan (damals als Mount Morrison bezeichnet) aus einer Höhe von 3048 Metern beschrieb. Gemeinsam mit der Clarke-Wühlmaus (Microtus clarkei) wurde die Taiwan-Wühlmaus zeitweise in die Gattung Volemys eingeordnet. Heute wird sie der Untergattung Alexandromys innerhalb der Feldmäuse zugeordnet und wird als nahe verwandt mit der weit verbreiteten Sumpfmaus (Microtus oeconomus), der Japanischen Wühlmaus (Microtus montebelli), der Schilfwühlmaus (Microtus fortis) und der Middendorff-Wühlmaus (Microtus middendorffii) betrachtet.

## Status, Bedrohung und Schutz
Die Taiwan-Wühlmaus wird von der International Union for Conservation of Nature and Natural Resources (IUCN) als Art der Vorwarnliste (near threatened) und damit als potenziell gefährdet eingeordnet. Begründet wird dies mit dem sehr kleinen Verbreitungsgebiet von weniger als 5000 km² und die Begrenzung auf die Hochlagen von Taiwan. Potenzielle Gefährdungsrisiken für die Art sind noch nicht bekannt, in der Vergangenheit gab es einige Entwaldungen in den Bergen von Taiwan. Die Art kommt im Yushan-Nationalpark vor und ein Vorkommen im Taroko-Nationalpark wird angenommen.

## Belege
1. 1 2 3 4 5  Darrin Lunde, Andrew T. Smith: Taiwan Vole. In: Andrew T. Smith, Yan Xie: A Guide to the Mammals of China. Princeton University Press, Princeton NJ 2008, ISBN 978-0-691-09984-2, S. 232.
2. 1 2 3  Microtus (Alexandromys) kikuchii. In: Don E. Wilson, DeeAnn M. Reeder (Hrsg.): Mammal Species of the World. A taxonomic and geographic Reference. 2 Bände. 3. Auflage. Johns Hopkins University Press, Baltimore MD 2005, ISBN 0-8018-8221-4.
3. 1 2 3 4 5  Microtus kikuchii in der Roten Liste gefährdeter Arten der IUCN 2016.2. Eingestellt von: A.T. Smith, C.H. Johnston, 2008. Abgerufen am 1. November 2016.